# دیمیتری بلایف (جانورشناس)
دیمیتری بلایف (انگلیسی: Dmitry Belyayev; ۱۷ ژوئیهٔ ۱۹۱۷ – ۱۴ نوامبر ۱۹۸۵) دانشمند در زمینه جانورشناسی اهل امپراتوری روسیه بود.
وی همچنین برندهٔ جوایزی همچون مدال بیستمین سال پیروزی در جنگ بزرگ میهنی (۱۹۴۵–۱۹۴۱)، مدال به مناسبت یکصدمین سالگرد تولد ولادیمیر ایلیچ لنین، نشان انقلاب اکتبر، نشان ستاره سرخ، نشان لنین، و مدال «برای پیروزی بر آلمان در جنگ بزرگ میهنی ۱۹۴۱-۱۹۴۵» شده است.